# Chiesa di Santa Maria della Vittoria Vecchia
La chiesa di Santa Maria della Vittoria Vecchia è stata un luogo di culto cattolico che sorgeva nel quartiere di Veronetta a Verona. Commissionata da Cangrande II della Scala sul luogo di uno scontro vittorioso, ne rimane solamente la facciata a causa dei gravi danni subiti durante la seconda guerra mondiale.

## Storia
Intorno alle metà del febbraio 1354 il signore di Verona, Cangrande II della Scala, si recò a Bolzano, lasciando temporaneamente il governo nelle mani di Fregnano. Questi congiurò contro il fratellastro dando inizio ad aspre lotte che ebbero il culmine nella battaglia tenutasi il 25 febbraio presso il ponte delle Navi, dove Cangrande II ebbe la meglio. Per assolvere al voto fatto alla Madonna e lasciare un ricordo dell'evento, il signore scaligero decise di finanziare la costruzione di un edificio sacro nel luogo della vittoria, da intitolare a San Giorgio. La chiesa fu quindi completata entro l'anno successivo su un terreno libero da costruzioni di proprietà del monastero di Santa Maria in Organo, a ridosso della porta di porta Vittoria, posta nel punto in cui le mura scaligere giungevano sulle rive dell'Adige.
La prima titolazione della chiesa a san Giorgio potrebbe essere legata ai cavalieri tedeschi che aiutarono Cangrande II nella riconquista della città: a questi, infatti, erano già stati concessi il palazzo dell'Aquila, il 24 aprile 1354, e la chiesetta di San Giorgetto, che fu utilizzato da loro come luogo di sepoltura.

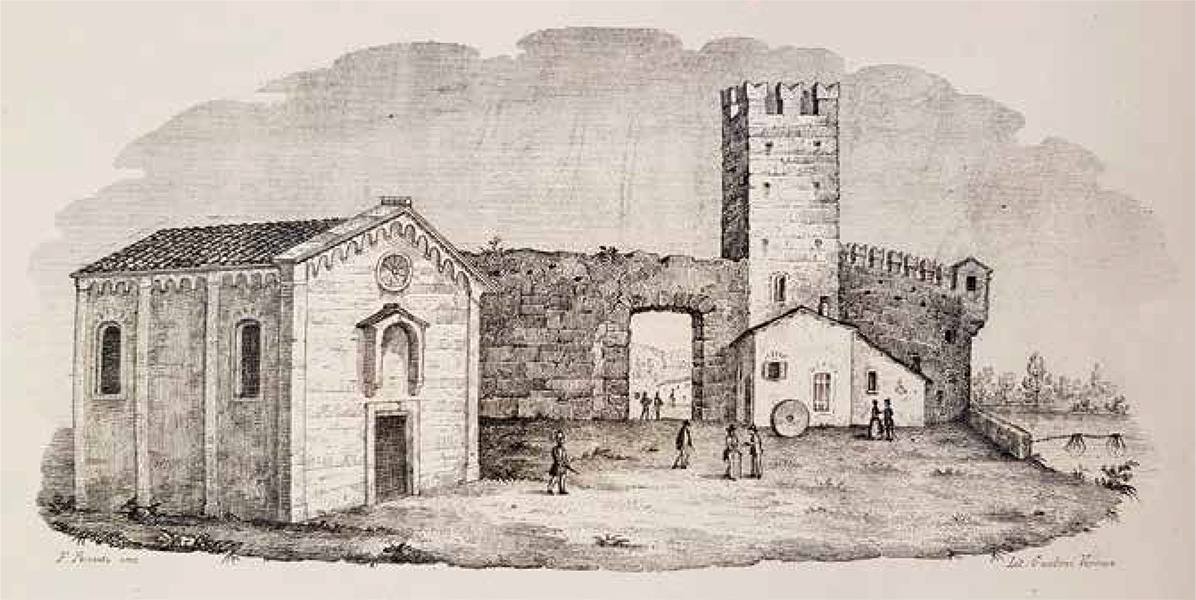
L'aspetto che doveva avere la chiesa in origine la chiesa, come rappresentato in un testo di Girolamo Orti Manara del 1842

Nel testamento del 1359, Cangrande II lasciò una cospicua somma di denaro (mille ducati d'oro) alla chiesa, disponendo però la celebrazione di messe per sé e i suoi antenati oltre alla presenza fissa di un presbitero, di un chierico e di un custode nella chiesa, che già viene rinominata come Sancta Maria.
Il 21 settembre 1522, realizzata la chiesa di Santa Maria della Vittoria Nuova, la piccola cappella trecentesca fu concessa ad una confraternita devota a san Giorgio, che nel corso dei secoli di permanenza presso l'edificio procedette in più occasioni a eseguire riparazioni e sistemazioni. In particolare nel 1725 apportarono le trasformazioni più radicali, che consistettero nella riconfigurazione del coro e nella sistemazione degli altari. Un documento della confraternita del 1626 descrive brevemente sia gli ambienti interni, con l'altare maggiore intitolato alla Beata Vergine Maria e i due minori dedicati a San Giorgio e alla Santissima Pietà, sia quelli esterni costituiti da una sagrestia e da un cimitero.

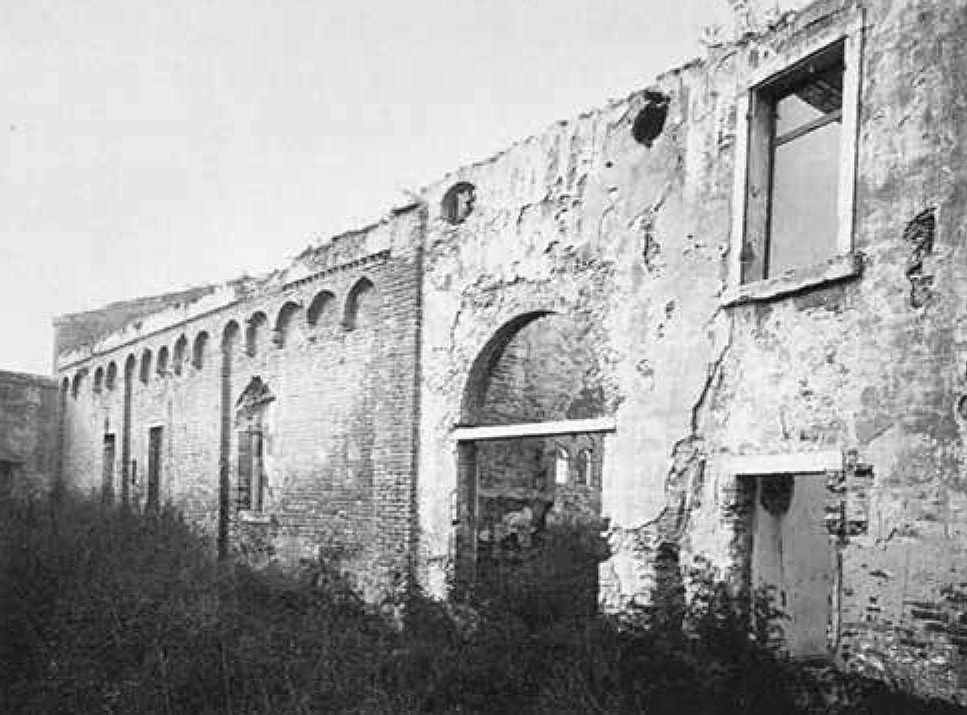
Il lato della chiesa, caratterizzato dagli archetti pensili, e un edificio addossato dopo il bombardamento alleato del 4 gennaio 1945

Nel 1806 i napoleonici demanializzarono la chiesa che, nel 1810, fu destinata ad uso militare. L'utilizzo come caserma fu conservato anche in seguito, tanto che durante la seconda guerra mondiale, il 4 gennaio 1945, fu l'obiettivo di un bombardamento che causò il crollo della copertura e del muro perimetrale nord, la compromissione delle murature poste a sud e la distruzione di diversi edifici che nel corso dei secoli si erano addossati alla chiesa.

## Descrizione
L'edificio era di dimensioni abbastanza contenute, privo di apparati decorativi di rilievo e si trovava in una zona al tempo ai margini della città. All'interno presentava un'aula a navata singola di circa 10 metri di larghezza per 25 di profondità, coperta da semplici capriate di legno, tranne il coro che doveva essere coperto da una volta in muratura. Si trattava quindi di un impianto tipico dell'architettura minore veronese di epoca tardoromanica e soprattutto gotica.
Il prospetto principale, unica parte sopravvissuta, è racchiuso ai lati tra due contrafforti angolari e in alto da una serie di archetti pensili coronati da una cornice a denti di sega, con cui termina la facciata a capanna. Il portale d'accesso si compone di un sistema trilitico di calcare ammonitico veronese di colore rosato, completamente privo di ornamenti, su cui poggia una cornice di pietra su cui si possono leggere tre foglie d'acanto per parte e lo stemma di Cangrande II, uno scudo contenente la scala e ai lati due cani che vi si arrampicano, al centro. Il portale è protetto da un sobrio protiro in cotto in cui si possono ancora leggere delle tracce di pittura.
Le pareti laterali erano ritmate da lesene che separavano tre specchiature, terminanti in alto con archetti pensili e cornici a denti di sega analoghi a quelli di facciata.
L'oculo posto sul fronte è sicuramente un elemento originario, mentre le altre aperture, sia in facciata che nelle murature laterali, devono aver subito importanti modifiche nel corso dei secoli. Infatti in origine queste dovevano probabilmente essere analoghe a quelle presenti nella chiesa di San Giorgetto e altri edifici chiesastici veronesi coevi, con larghezza ridotta e terminanti ad arco ogivale.